# Джарроу
Джарроу (англ. Jarrow, уст. Жервей, Ярроу) — небольшой город, расположенный на южном берегу реки Тайн на северо-востоке Англии.
С 1974 года относится к административному району Южного Тайнсайда, в графстве Тайн и Уир, до того — в составе графства Дарем.
Население Джарроу по состоянию на 2001 год — 27 526 человек.
На территории Джарроу с I века н. э. существовал римский форт. В 750 году поселение упоминается как Gyruum.
В 682 году преподобным Бенедиктом Бископом здесь был построен монастырь, посвящённый святому Павлу, и ставший частью двойного монастыря аббатства Уирмута и Джарроу в Нортумбрии. Монастырь прославился, как центр учености и как место, где жил, работал и был похоронен Беда Достопочтенный. Монастырь был разрушен во время набега данов около 860 года. С XI века и до тюдоровской секуляризации в XVI веке в частично восстановленном монастыре жили несколько монахов из Даремского собора. В настоящее время на территории монастыря расположен исторический музей «Мир Беды».
С середины XIX века Джарроу бурно развивался и по 1934 год был центром судостроения, угледобычи и железорудной промышленности.
Город знаменит тем, что после закрытия в 1934 году большинства крупных предприятий, в нём начался Марш из Джарроу (протестный марш британских безработных) на Лондон в 1936 году.
Город соединен двумя туннелями с северным берегом Тайн и входит в систему метрополитена Тайна и Уира.